# Rino Pucci
Rino Pucci (* 29. Januar 1922 in Chiesina Uzzanese; † 10. Dezember 1986 in Mailand) war ein italienischer Radrennfahrer.

## Sportliche Laufbahn
Pucci war Teilnehmer der Olympischen Sommerspiele 1948 in London und gewann mit dem italienischen Vierer die Silbermedaille in der Mannschaftsverfolgung mit Arnaldo Benfenati, Guido Bernardo und Anselmo Citterio. 1950 gewann er das Rennen um die Goldmedaille von Monza.